# Horia Colibășanu
Horia Colibășanu (Temesvár, 1977. január 4. –) román hegymászó. Az első román hegymászó volt a K2 (8611), Kancsendzönga (8586), Manaszlu (8163), Dhaulagiri (8167) és Annapurna (8091) hegycsúcsain. Sikeresen feljutott tíz 8000 méternél magasabb hegycsúcsra az összesen 14 közül, mindannyira pótlólagos oxigén nélkül. 2009-ben Spirit of Mountaineering díjjal tüntették ki.

## Jelentősebb eredményei
- 2004: K2 (8611 m)[1][2]
- 2006: Manaszlu (8163 m)[3]
- 2007: Dhaulagiri (8167 m)[4]
- 2009: Sisapangma Central Summit (8008 m, nem a fő csúcs)[5]
- 2010: Annapurna (8091 m)[6]
- 2011: Makalu (8481 m)[7]
- 2013: Lhoce (8516 m)[7]
- 2014: Sisapangma Main Summit (8027 m)
- 2017: Everest (8848 m) – első román mászás pótlólagos oxigén nélkül[8]
- 2022: Kancsendzönga (8586 m)
- 2023: Broad Peak (8051 m)
- 2025: Nanga Parbat (8126 m)[9]